# Arctonyx collaris
Balisaur, Blaireau à gorge blanche
Espèce
Statut de conservation UICN

 VU A2cd+3cd+4cd : Vulnérable
Arctonyx collaris, le Balisaur ou Blaireau à gorge blanche, est une espèce asiatique de mammifères carnivores de la famille des Mustelidae.

## Taxionomie

### Dénominations
- Nom scientifique valide : Arctonyx collaris (Cuvier, 1825)[1].

- Nom vernaculaire normalisé chinois : 豬獾, zhū huān, « blaireau-porc ».

- Noms normalisés anglais : Hog Badger[2] , Greater Hog badger.

- Nom normalisé (accepté par les institutions scientifiques) : Blaireau à gorge blanche (RLRQ)[3].
- Noms vulgaires et vernaculaires, couramment utilisés en français : Balisaur[4], Grand balisaur, Blaireau-cochon.

### Classification
L'espèce a été décrite pour la première fois en 1825 par le zoologiste français Frédéric Cuvier (1773-1838), frère du célèbre naturaliste Georges Cuvier. Traditionnellement classée dans la sous-famille des Melinae avec d'autres blaireaux, ce mustélidé fût un temps intégré à la grande sous-famille des Mustelinae, avant que deux études génétiques ne le réintègrent dans la sous famille des Melinae,.
Arctonyx collaris a pour synonymes :
- Arctonyx annaeus Thomas, 1921
- Arctonyx collaris collaris
- Arctonyx collaris consul Pocock, 1940
- Arctonyx collaris dictator Thomas, 1910
- Arctonyx collaris nemaeus Pocock, 1941
- Arctonyx dictator Thomas, 1910

## Répartition
Ce carnivore se rencontre au Bangladesh, en Birmanie, au Cambodge, en Inde, au Laos, en Thaïlande et au Viêt Nam. Sa présence est incertaine en Chine et en Malaisie. Il est présent du niveau de la mer jusqu'à 2 300 m d'altitude.

## Description
Arctonyx collaris mesure de 55 à 70 cm de longueur pour une queue presque dénuée de poils de 12 à 17 cm, et peut peser de 7 à 14 kg. Son aspect est trapu. Son pelage est gris-blanc teinté de jaune, ondé de noir. Il possède de puissantes griffes et a un long museau mobile (groin) caractéristique.

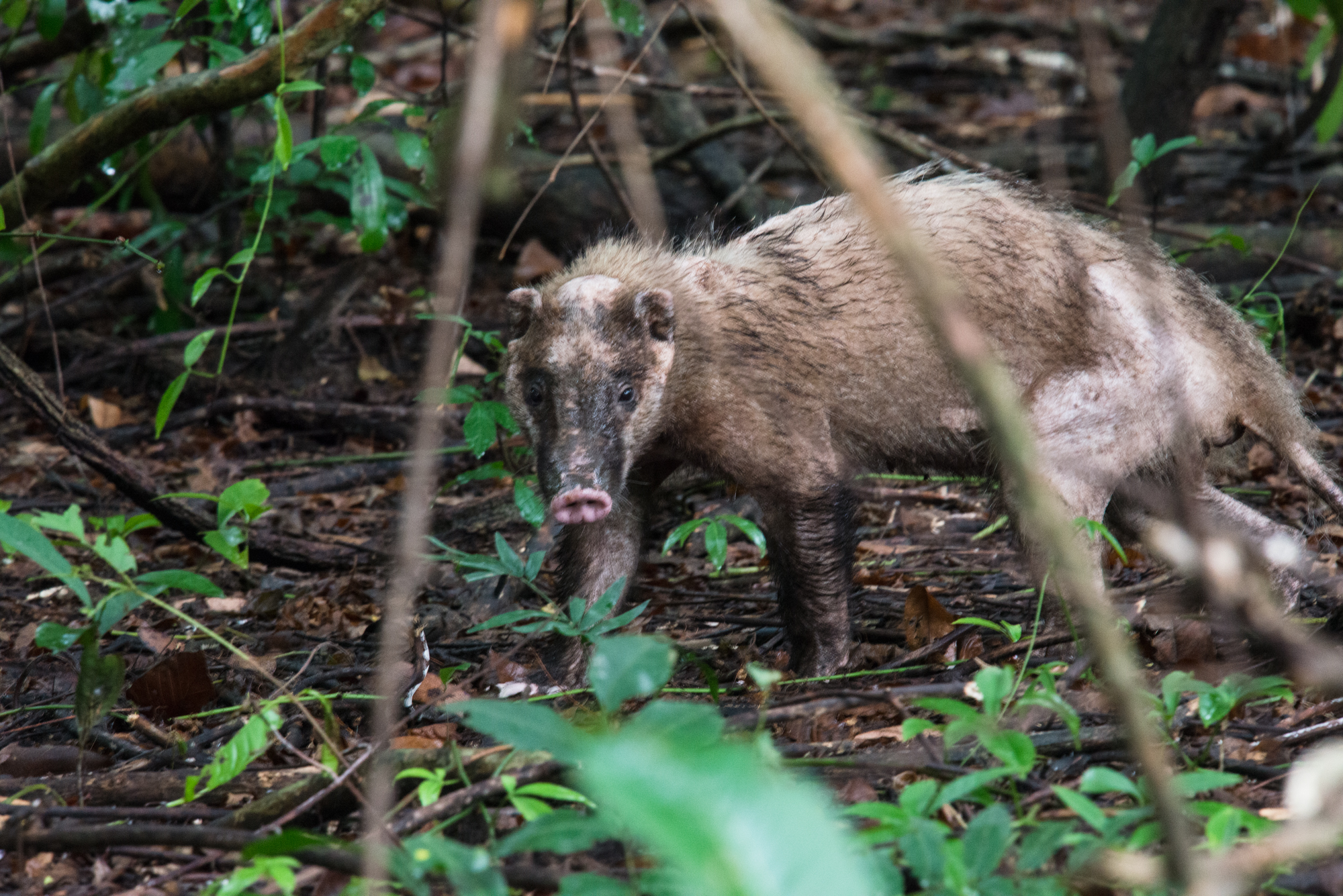
Balisaur sanctuaire de faune de Huay Kha Khaeng, Thaïlande

C'est principalement un insectivore se nourrissant de fourmis, termites et larves d'insectes mais il mange également des vers de terre, de petits mammifères tels les souris ainsi que du miel et des racines de végétaux comestibles qu'il déterre avec son groin.
Arctonyx collaris s'accouple en été et, après une longue diapause, les petits naissent entre février et avril.
Cette espèce est souvent confondue avec le Blaireau d’Asie (Meles leucurus).

## Classification
Le nom valide complet (avec auteur) de ce taxon est Arctonyx collaris F. G. Cuvier, 1825.
L'espèce a été décrite pour la première fois en 1825 par le zoologiste français Frédéric Cuvier (1773-1838), frère du célèbre naturaliste Georges Cuvier. Traditionnellement classée dans la sous-famille des Melinae avec d'autres blaireaux, ce mustélidé fût un temps intégré à la grande sous-famille des Mustelinae, avant que deux études génétiques ne le réintègrent dans la sous famille des Melinae,.
Ce taxon porte en français les noms vernaculaires ou normalisés suivants : Balisaur, Blaireau à gorge blanche.
En anglais cette espèce est nommée Hog Badger ou Greater hog badger et en allemand Schweinsdachs.
Arctonyx collaris a pour synonymes :
- Arctonyx annaeus Thomas, 1921
- Arctonyx collaris collaris
- Arctonyx collaris consul Pocock, 1940
- Arctonyx collaris dictator Thomas, 1910
- Arctonyx collaris nemaeus Pocock, 1941
- Arctonyx dictator Thomas, 1910